# David de la Cruz
David de la Cruz Melgarejo, né le 6 mai 1989 à Sabadell, est un coureur cycliste espagnol.

## Biographie
Après avoir pratiqué le football, l'athlétisme, la natation, David de la Cruz achète son premier vélo à l'âge de 18 ans,. Obtenant rapidement de bons résultats, il devient coureur professionnel à vingt ans, en 2010, au sein de l'équipe Caja Rural. En 2012, il est deuxième du Tour des Asturies, quatrième du Tour de Castille-et-León, cinquième du Tour du Portugal et neuvième du Tour de la communauté de Madrid.
En 2013, il est engagé par l'équipe NetApp-Endura. Il dispute avec elle le Tour d'Espagne, son premier grand tour. Une chute lors de la treizième étape le blesse au genou et le force à abandonner. En 2014, il participe au Tour de France, qu'il abandonne à la suite d'une chute qui lui cause une fracture de la clavicule.
En 2015, David de la Cruz est recruté par l'équipe belge Etixx-Quick Step. Au printemps, il dispute le Tour d'Italie, terminé à la 34e place. En juin, il est treizième du Critérium du Dauphiné. En août, il chute lors du Tour de Pologne et se fracture à nouveau la clavicule droite.
Sur la Vuelta 2016, échappé lors de la neuvième étape, il lâche son compagnon d'échappée Dries Devenyns dans l'ultime ascension vers l'Alto del Naranco, s'adjuge l'étape et endosse en même temps provisoirement le maillot de leader,.
Une chute durant la douzième étape du Tour de France 2023 lui cause notamment des contusions au bras droit ainsi qu'à la hanche gauche et entraîne son abandon. Sélectionné ensuite pour le Tour d'Espagne, il est onzième du classement général à l'issue des deux premières semaines. Fiévreux et ayant des symptômes de gastro-entérite, il est non-partant lors de la seizième étape.
Il s'engage avec Q36.5 Pro pour 2024.

## Palmarès sur route

### Par années
- 2011
  - 2e de Toscane-Terre de cyclisme
- 2012
  - 2e du Tour des Asturies
- 2016
  - 9e étape du Tour d'Espagne
  - 7e du Tour d'Espagne
- 2017
  - 8e étape de Paris-Nice
  - 3e étape du Tour du Pays basque
  - 3e du Tour de Burgos
  - 4e du Tour du Pays basque
- 2018
  - 5e étape du Tour d'Andalousie (contre-la-montre)
  - 8e étape de Paris-Nice
  - 9e de Paris-Nice
  - 9e du Tour du Pays basque
- 2019
  - 8e du Tour du Guangxi
- 2020
  - 7e du Tour d'Espagne
- 2021
  - 2e du championnat d'Espagne du contre-la-montre
  - 2e de la Coupe d'Espagne
  - 7e du Tour d'Espagne
- 2022
  - 10e du Tour des Émirats arabes unis
- 2024
  -  Champion d'Espagne du contre-la-montre
- 2025
  - 2e du Tour des Abruzzes
  - 2e du championnat d'Espagne du contre-la-montre
  - 2e du Sibiu Cycling Tour
  - 8e de Tirreno-Adriatico

### Résultats sur les grands tours

#### Tour de France
3 participations
- 2014 : abandon (12e étape)
- 2020 : 72e
- 2023 : abandon (12e étape)

#### Tour d'Italie
4 participations
- 2015 : 34e
- 2016 : non-partant (16e étape)
- 2018 : 56e
- 2022 : abandon (20e étape)

#### Tour d'Espagne
10 participations
- 2013 : abandon (13e étape)
- 2015 : non-partant (6e étape)
- 2016 : 7e, vainqueur de la 9e étape,  maillot rouge pendant 1 jour
- 2017 : abandon (20e étape)
- 2018 : 15e
- 2019 : 66e
- 2020 : 7e
- 2021 : 7e
- 2022 : 20e
- 2023 : non-partant (16e étape)

### Classements mondiaux
| Année                                 | 2011 | 2012 | 2013  | 2014 | 2015 | 2016 | 2017 | 2018 | 2019 | 2020 | 2021 | 2022 | 2023 | 2024 |
| ------------------------------------- | ---- | ---- | ----- | ---- | ---- | ---- | ---- | ---- | ---- | ---- | ---- | ---- | ---- | ---- |
| UCI World Tour                        |      |      |       |      | nc   | 70e  | 85e  | 103e |      |      |      |      |      |      |
| Classement mondial                    |      |      |       |      |      | 132e | 103e | 141e | 384e | 109e | 124e | 538e | 375e | 416e |
| UCI Europe Tour                       | 686e | 95e  | 1188e | 720e |      | 889e | 238e | 292e | 306e | 92e  | 106e | 424e | nc   | nc   |
| UCI Asia Tour                         | nc   | nc   | nc    | nc   |      | nc   | 219e | 254e |      |      |      |      |      |      |
| UCI America Tour                      | nc   | nc   | 292e  | 133e |      | nc   | nc   | nc   |      |      |      |      |      |      |
|                                       |      |      |       |      |      |      |      |      |      |      |      |      |      |      |
| Légende : nc = non classéSource : UCI |      |      |       |      |      |      |      |      |      |      |      |      |      |      |

## Palmarès sur piste

### Championnats nationaux
- 2010
  -  Champion d'Espagne de poursuite espoirs
  - 3e du championnat d'Espagne de l'américaine
- 2011
  - 2e du championnat d'Espagne de poursuite espoirs
  - 3e du championnat d'Espagne de poursuite par équipes